# Oscar degli scacchi
L'Oscar degli scacchi è stato un premio internazionale assegnato al miglior giocatore di scacchi dell'anno. Il vincitore era selezionato da una giuria di esperti, inclusi grandi maestri. Il premio consisteva in una statuetta di bronzo con incisa la scritta "The Fascinated Wanderer" e nacque nel 1967, all'epoca votavano per il migliore grande maestro i giornalisti accreditati agli eventi scacchistici.
Il premio è stato assegnato ininterrottamente sino al 1988, per poi essere ripreso a partire dal 1995 grazie ad Aleksandr Rošal'. Da allora la sua regolamentazione è stata coordinata dalla rivista scacchistica russa 64.
Avendo cessato 64 le pubblicazioni nel 2014, da allora il premio non è stato più assegnato.

## Vincitori
| Anno    | Giocatore             | Nazionalità      |
| ------- | --------------------- | ---------------- |
| 1967    | Bent Larsen           | Danimarca        |
| 1968    | Boris Spassky         | Unione Sovietica |
| 1969    | Boris Spassky         | Unione Sovietica |
| 1970    | Bobby Fischer         | Stati Uniti      |
| 1971    | Bobby Fischer         | Stati Uniti      |
| 1972    | Bobby Fischer         | Stati Uniti      |
| 1973    | Anatolij Karpov       | Unione Sovietica |
| 1974    | Anatolij Karpov       | Unione Sovietica |
| 1975    | Anatolij Karpov       | Unione Sovietica |
| 1976    | Anatolij Karpov       | Unione Sovietica |
| 1977    | Anatolij Karpov       | Unione Sovietica |
| 1978    | Viktor Korčnoj        | Svizzera         |
| 1979    | Anatolij Karpov       | Unione Sovietica |
| 1980    | Anatolij Karpov       | Unione Sovietica |
| 1981    | Anatolij Karpov       | Unione Sovietica |
| 1982    | Garri Kasparov        | Unione Sovietica |
| 1983    | Garri Kasparov        | Unione Sovietica |
| 1984    | Anatolij Karpov       | Unione Sovietica |
| 1985    | Garri Kasparov        | Unione Sovietica |
| 1986    | Garri Kasparov        | Unione Sovietica |
| 1987    | Garri Kasparov        | Unione Sovietica |
| 1988    | Garri Kasparov        | Unione Sovietica |
| 1989–94 | non assegnato         |                  |
| 1995    | Garri Kasparov        | Russia           |
| 1996    | Garri Kasparov        | Russia           |
| 1997    | Viswanathan Anand     | India            |
| 1998    | Viswanathan Anand     | India            |
| 1999    | Garri Kasparov        | Russia           |
| 2000    | Vladimir Kramnik      | Russia           |
| 2001    | Garri Kasparov        | Russia           |
| 2002    | Garri Kasparov        | Russia           |
| 2003    | Viswanathan Anand[1]  | India            |
| 2004    | Viswanathan Anand     | India            |
| 2005    | Veselin Topalov       | Bulgaria         |
| 2006    | Vladimir Kramnik[2]   | Russia           |
| 2007    | Viswanathan Anand[3]  | India            |
| 2008    | Viswanathan Anand[4]  | India            |
| 2009    | Magnus Carlsen[5]     | Norvegia         |
| 2010    | Magnus Carlsen[6]     | Norvegia         |
| 2011    | Magnus Carlsen[7] [8] | Norvegia         |
| 2012    | Magnus Carlsen[9]     | Norvegia         |
| 2013    | Magnus Carlsen[10]    | Norvegia         |

## Numero di vittorie per singolo giocatore
| Giocatore         | Nazionalità                  | Vittorie |
| ----------------- | ---------------------------- | -------- |
| Garri Kasparov    | Unione Sovietica, poi Russia | 11       |
| Anatolij Karpov   | Unione Sovietica             | 9        |
| Viswanathan Anand | India                        | 6        |
| Magnus Carlsen    | Norvegia                     | 5        |
| Bobby Fischer     | Stati Uniti                  | 3        |
| Boris Spasskij    | Unione Sovietica             | 2        |
| Vladimir Kramnik  | Russia                       | 2        |
| Bent Larsen       | Danimarca                    | 1        |
| Viktor Korčnoj    | Svizzera                     | 1        |
| Veselin Topalov   | Bulgaria                     | 1        |

## Numero di vittorie per nazione
| Nazione          | Vittorie |
| ---------------- | -------- |
| Unione Sovietica | 17       |
| Russia           | 7        |
| India            | 6        |
| Norvegia         | 5        |
| Stati Uniti      | 3        |
| Bulgaria         | 1        |
| Danimarca        | 1        |
| Svizzera         | 1        |